# Saint-Lambert, Abitibi-Témiscamingue
Saint-Lambert är en kommun av typen socken (municipalité de paroisse) i provinsen Québec i Kanada. Den ligger i regionen Abitibi-Témiscamingue, i den sydöstra delen av landet, 500 km nordväst om huvudstaden Ottawa. Antalet invånare var 191 vid folkräkningen 2021.